# São Silvestre de Jacareí
São Silvestre de Jacareí é um distrito do município brasileiro de Jacareí, que integra a Região Metropolitana do Vale do Paraíba e Litoral Norte, no interior do estado de São Paulo.

## História

### Origem
O povoado que deu origem ao distrito se desenvolveu ao redor da estação ferroviária São Silvestre, inaugurada pela Estrada de Ferro Central do Brasil em 22/01/1913, em terras de uma fazenda com o mesmo nome que criava gado holandês.

### Formação administrativa
- Distrito criado pela Lei n° 2.343 de 14/05/1980, com sede no bairro de São Silvestre e com o território pertencente ao Município de Jacareí[4][5].

## Geografia

### Demografia

#### População urbana
| Crescimento população urbana | Crescimento população urbana | Crescimento população urbana | Crescimento população urbana |
| Censo                        | Pop.                         |                              | %±                           |
| ---------------------------- | ---------------------------- | ---------------------------- | ---------------------------- |
| 1980                         | 3 613                        |                              | —                            |
| 1991                         | 4 189                        |                              | 15,9%                        |
| 2000                         | 4 699                        |                              | 12,2%                        |
| 2010                         | 10 105                       |                              | 115,0%                       |
| Fonte: IBGE e Fundação SEADE |                              |                              |                              |

#### População total
Pelo Censo 2010 (IBGE) a população total do distrito era de 10 505 habitantes.

### Área territorial
A área territorial do distrito é de 58,173 km².

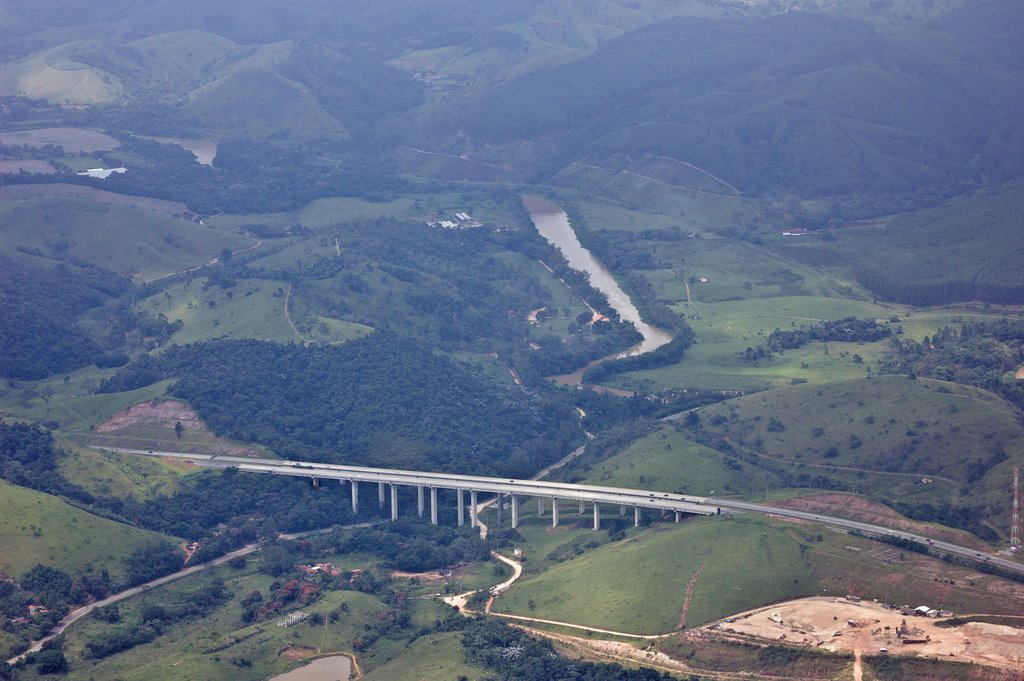
Ponte da Rodovia Governador Carvalho Pinto sobre a SP-66.

### Rodovias
O acesso principal do distrito é a Rodovia General Euryale de Jesus Zerbini (SP-66), logo após o entroncamento com o início da Rodovia Dom Pedro I (SP-65).

### Ferrovias
Pátio São Silvestre (FSZ) do Ramal de São Paulo (Estrada de Ferro Central do Brasil), sendo a ferrovia operada atualmente pela MRS Logística.

### Hidrografia
São Silvestre de Jacareí localiza-se às margens do Rio Paraíba do Sul.

## Serviços públicos

### Registro civil
Feito na sede do município, pois o distrito não possui Cartório de Registro Civil das Pessoas Naturais.

### Saneamento
O serviço de abastecimento de água é feito pelo Serviço Autônomo de Água e Esgoto de Jacareí (SAAE).

### Energia
A responsável pelo abastecimento de energia elétrica é a EDP São Paulo, antiga Bandeirante Energia.

### Comunicações
No setor de telefonia o distrito era atendido pela Telecomunicações de São Paulo (TELESP), que inaugurou a central telefônica utilizada até os dias atuais. Em 1998 esta empresa foi vendida para a Telefônica, que em 2012 adotou a marca Vivo para suas operações.
Também no distrito está instalada a sede da TV Novo Tempo, que pertence a Rede Novo Tempo de Comunicação.

## Atividades econômicas

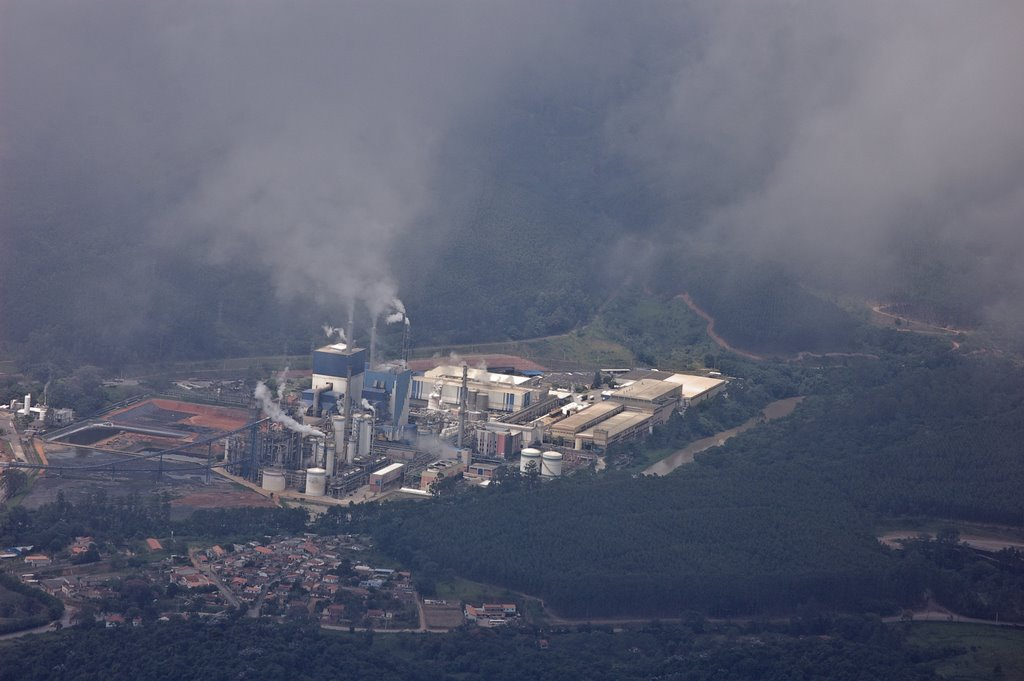
Vista aérea da Suzano, antiga Votorantim.

### Indústrias
Em São Silvestre estão algumas das principais indústrias de Jacareí, entre elas uma unidade da Suzano Papel e Celulose, adquirida da antiga Fibria, que foi formada a partir da fusão da Votorantim Celulose e Papel com a Aracruz Celulose.

## Religião
O Cristianismo se faz presente no distrito da seguinte forma:

### Igreja Católica
- A igreja faz parte da Diocese de São José dos Campos[19].

### Igrejas Evangélicas
- Congregação Cristã no Brasil[20].